# Oberleitungsbus Chieti
Der Oberleitungsbus Chieti (italienisch Filovia di Chieti) ist ein seit 1950 existierendes elektrisches Verkehrsmittel in der italienischen Provinzhauptstadt Chieti in der Region Abruzzen. Die einzige Linie des Oberleitungsbussystems von Chieti verbindet die auf einem Bergrücken thronende Altstadt Chieti Alta mit der Industrieansiedlung Chieti Scalo im Tal, wo sich auch der Bahnhof der italienischen Staatsbahn befindet. Dabei wird ein Höhenunterschied von über 150 Metern überwunden. 2013 wurde am nördlichen Ende der bestehenden Strecke eine Verlängerung in Betrieb genommen. Betreiber ist die örtliche Verkehrsgesellschaft La Panoramica.

## Linie

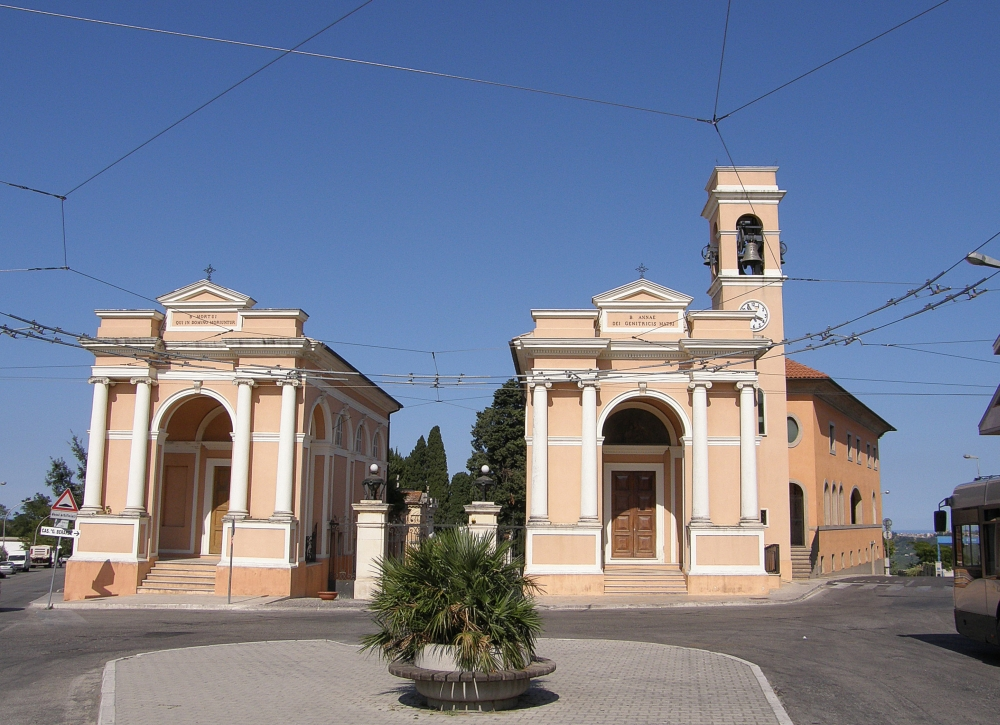
Östliches Streckenende an der Chiesa di Sant’Anna. An der Endhaltestelle wartet gerade ein Autobus (rechts).

Die O-Buslinie 1 beginnt östlich der Altstadt auf dem Vorplatz des Hauptfriedhofs direkt neben der Kirche Sant’Anna, welche der Endstation ihren Namen gibt. Nach passieren des als Wendeschleife genutzten Kreisverkehrs führt die Strecke auf der Via Padre Alessandro Valignani in Richtung Zentrum. Neben dem ehemaligen Krankenhaus Riunuti Santissima Annunziata befindet sich eins der beiden Depots. Die Strecke überquert die Piazza Giuseppe Garibaldi und umrundet dann auf der Via Federico Salomone und der Via Silvino Olivieri die Altstadt im Norden.
Nur wenige Meter von der Kathedrale San Giustino entfernt befindet sich der zentrale Busbahnhof Largo Cavallerizza, an dem eine Zwischenwendemöglichkeit besteht. Über Via Asinio Herio und Via Madonna degli Angeli und Via Madonna della Misericordia geht es aus der Altstadt heraus. Auf dem Weg hinab ins Tal der Pescara windet sich die Strecke über mehrere Serpentinen durch wenig bebautes und von Obstgärten geprägtes Gebiet. Am Fuß des Berges wird auf der Via Collonnetta Chieti Scalo erreicht. Am Piazzale Marconi besteht eine weitere Wendestelle über den Bahnhofsvorplatz.
Die Linie 1 zweigt hier nach Norden ab und folgt dann der Via Benedetto Croce bis zur ehemaligen Endhaltestelle Piazza Martiri Pennesi, einem Kreisverkehr unter der Brücke des Autobahnzubringers. Die Neubaustrecke folgt ab hier der Via dei Vestini nach Südosten. Am Campus der Universität Gabriele D’Annunzio vorbei führt die Strecke bis zur Wendeschleife unterhalb des neu gebauten Krankenhauses Ospedale Clinicizzato.
| Linie | Strecke                                                                           | Fahrzeit        | Taktfolge  | Typ              |
| ----- | --------------------------------------------------------------------------------- | --------------- | ---------- | ---------------- |
| 1     | Sant’Anna – Largo Cavallerizza – Stazione FS – Università – Ospedale Clinicizzato | 28 / 28 Minuten | 15 Minuten | Durchmesserlinie |

Eine weitere rund zwei Kilometer lange Fahrleitung ab Martiri Pennesi auf der Viale della Unità D'Italia weiter nach Norden und über die Via San Martino zur Endstelle San Martino ist außer Betrieb. Zwar ist sie mittels Luftweichen an die bestehende Strecke angeschlossen, doch aufgrund fehlender Anpassungen an einem Kreisverkehr in Höhe der Via Gorizia nicht ohne weiteres nutzbar. Im Zuge des Streckenneubaus zum Krankenhaus wurde die Oberleitung nach San Martino ebenfalls überholt. Derzeit verkehren hier die Autobuslinien 3 und 8.

## Geschichte

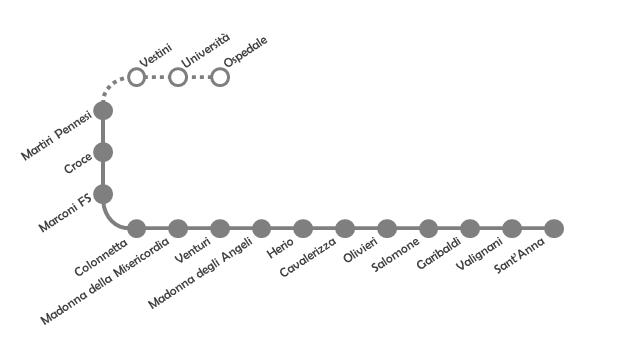
Haltestellen der O-Buslinie inklusive Verlängerung zum Krankenhaus (Linienband)

Das Oberleitungsbussystem in Chieti existiert bereits seit dem 1. August 1950 und ersetzte damals eine Schmalspurbahn, die während des Zweiten Weltkriegs stark beschädigt wurde. Die Linie verlief zwischen Sant’Anna und Madonna delle Piane (heute Martini Pennesi) auf der heute noch genutzten Strecke und stellte damit eine Verbindung zwischen dem auf den Berg gelegenen Stadtzentrum und dem Bahnhof im Pescaratal her.
Aufgrund von Schäden an der über Jahre vernachlässigten Oberleitung musste der Betrieb Ende 1992 eingestellt werden und die schadhaften Leitungen wurden größtenteils entfernt. 1998 entschied man sich zur Wiederaufnahme des O-Busbetriebes. Zu diesem Zweck wurden 2,4 Millionen Euro für die Montage der Fahrleitung bereitgestellt. 2001 begann die Aufstellung der ersten Masten, zwei Jahre später war die Strecke zwischen Bahnhof und Sant’Anna wieder hergestellt. Danach wurde die Fahrleitung am nordwestlichen Streckenende installiert und um einen neuen Abschnitt zum Krankenhaus Ospedale Clinicizzato ergänzt.
Für den Betrieb wurden sieben der 1985 beschafften und über Jahre abgestellten Fahrzeuge vom Typ Menarini / TIBB 201 FLU wieder in Betrieb genommen, während die restlichen drei Wagen aufgrund ihres Zustandes nur noch als Ersatzteilspender dienen können. Die Ertüchtigung wurde in Modena durchgeführt, im Zuge dessen erhielten die Menarini auch eine neue Lackierung. Am 2. Dezember 2005 erfolgte eine erste Testfahrt mit den Wagen 212 und 213, die bis zu diesem Zeitpunkt 13 Jahre abgestellt waren.

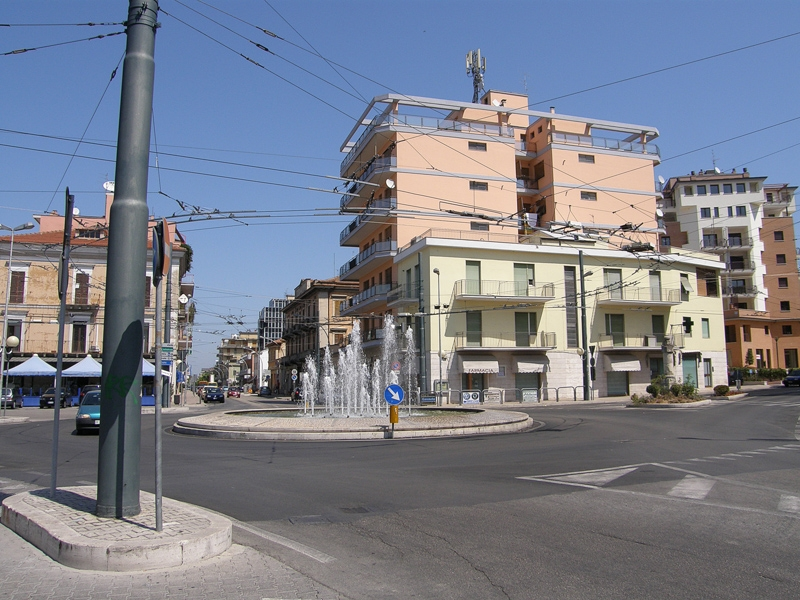
Oberleitungen auf dem Piazzale Marconi vor dem Bahnhof, 2009

Am 26. Dezember 2009 konnte die Strecke nach umfassender Sanierung wieder in Betrieb genommen werden. Wegen des Baus einer Unterführung in Höhe der Universität wurde der elektrische Betrieb auf dem Neubauabschnitt jedoch kurz nach der Wiedereröffnung bereits wieder eingestellt. Die Arbeiten kosteten die Region insgesamt rund 10 Millionen Euro. Gleichzeitig mit der Inbetriebnahme erfolgte eine Erhöhung der Fahrdrahtspannung von 600 auf 750 Volt.
Am 6. Juli 2011 wurde mit Van Hool und Vossloh Kiepe ein Vertrag über die Beschaffung von fünf Niederflurtrolleybussen vom Typ A 330 T unterzeichnet. Die Auslieferung der dreitürigen Neufahrzeuge von zwölf Metern Länge erfolgte im August und September 2012. Nach umfangreichen Testfahrten wurden sie am 25. März 2013 auf dem Platz vor der Kathedrale in Chieti Alta der Öffentlichkeit vorgestellt und gesegnet. Seitdem werden im Liniendienst vorzugsweise die Van Hool eingesetzt. Entgegen der älteren Menarini besitzen sie eine Notfahreinrichtung, die aus einem Dieselgenerator besteht. Damit kann auf Umleitungen oder bei Störungen flexibler reagiert werden.
Am 15. April 2013 wurde der Neubauabschnitt vorbei am Campus der Universität zum neuen Krankenhaus wieder in Betrieb genommen.

## Depots

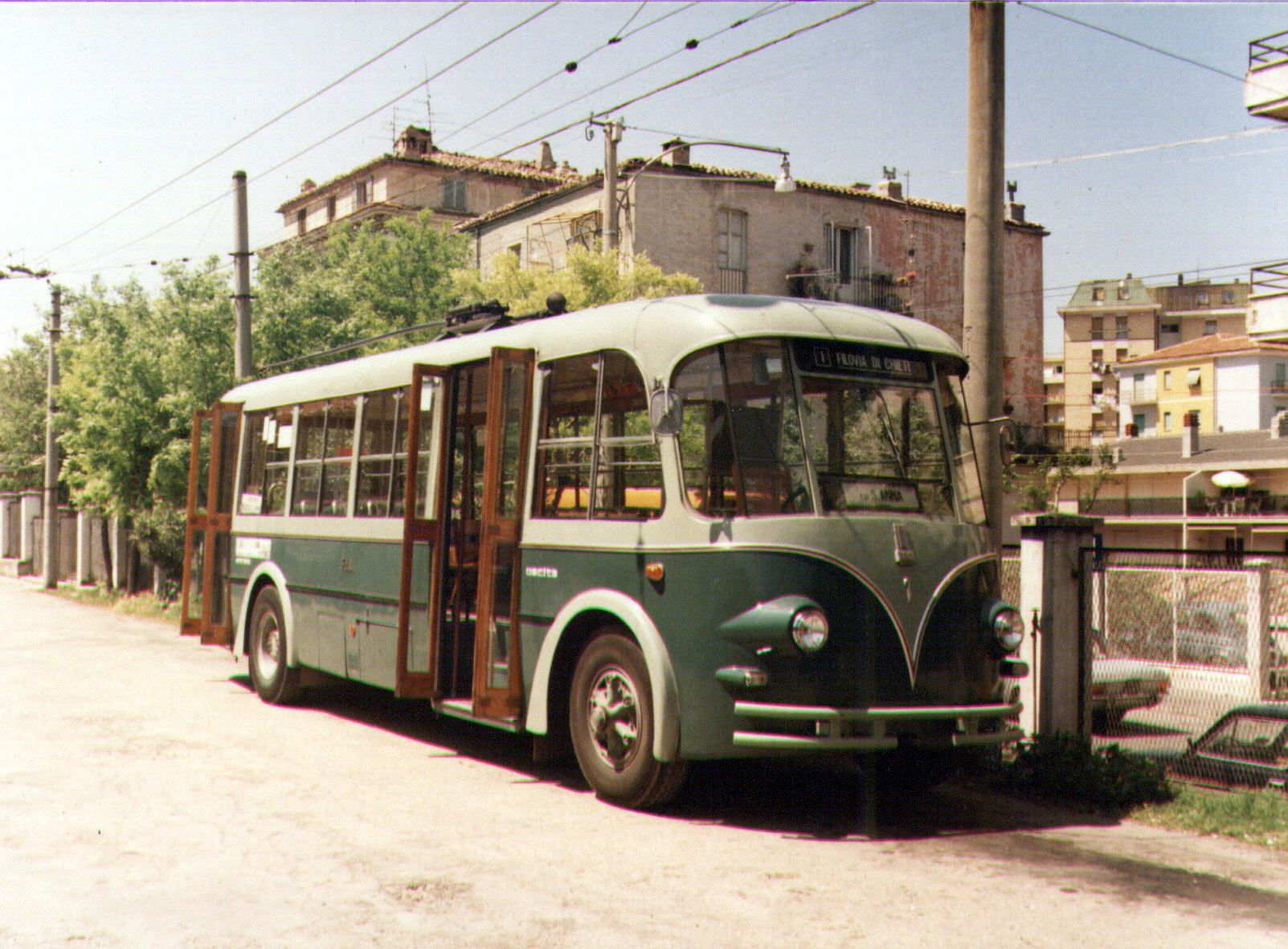
Wagen 1, ein Fiat 668, auf dem Betriebshof Via P. A. Valignani Ende der 1970er Jahre

La Panoramica verfügt über zwei Betriebshöfe in Chieti Alta. Das ältere befindet sich auf engsten Raum direkt neben der Strecke an der Via Padre Alessandro Valignani und ist mit Oberleitungen ausgestattet.
Ein weiteres Depot liegt rund 400 Meter nördlich an der Via Picena. Es ist nicht durch eine Betriebsstrecke erschlossen und wird daher hauptsächlich für Dieselbusse und längerfristig abgestellte O-Busse verwendet. Hier befindet sich auch die Direktion des Verkehrsunternehmens.

## Fahrzeuge

### Aktueller Fuhrpark
Derzeit stehen vier ältere und fünf neuere Solotrolleybusse zur Verfügung:
| Nummern | Stück         | Hersteller | Elektrik      | Typ     | Art       | Baujahre | Anmerkung                                               |
| ------- | ------------- | ---------- | ------------- | ------- | --------- | -------- | ------------------------------------------------------- |
| 212–221 | 4 (ehemals 7) | Menarini   | TIBB          | 201 FLU | Solowagen | 1985     | Wagen 214, 216 und 218 ausgeschlachtet und verschrottet |
| 301–305 | 5             | Van Hool   | Vossloh Kiepe | A 330 T | Solowagen | 2012     |                                                         |

### Ehemaliger Fuhrpark
Folgende Wagen wurden inzwischen ausgemustert:
| Nummern | Stück | Hersteller | Elektrik    | Typ        | Art       | Baujahre  | Ausmusterung | Anmerkung                                                       |
| ------- | ----- | ---------- | ----------- | ---------- | --------- | --------- | ------------ | --------------------------------------------------------------- |
| 1–7     | 7     | Fiat       | Stanga-TIBB | 668F / 113 | Solowagen | 1950–1955 | 1985         | Wagen 1 an Museo Nazionale dei Trasporti La Spezia              |
| 8–9     | 2     | Fiat       | TIBB        | 668F / 111 | Solowagen | 1959      | 1985         | aus Genua übernommen, Wagen 9 an Museo Nazionale dei Trasporti  |
| 10–11   | 2     | Fiat       | TIBB        | 668F / 210 | Solowagen | 1963      | 1985         | aus Genua übernommen, Wagen 11 an Museo Nazionale dei Trasporti |